# Instituto Superior de Enseñanza Radiofónica
El Instituto Superior de Enseñanza Radiofónica (ISER) es una institución pública argentina de enseñanza terciaria de nivel superior, formadora de locutores, operadores de estudio de radio y de televisión, operadores de planta transmisora, directores, productores y guionistas nacionales.
Fue creado el 16 de agosto de 1950, con sede en Buenos Aires. Dependía de la Autoridad Federal de Servicios de Comunicación Audiovisual (Afsca), organismo descentralizado y autárquico creado según establece el artículo n.° 10 de la Ley n.º 26522 de Servicios de Comunicación Audiovisual. Actualmente y desde el año 2016, depende del Ente Nacional de Comunicaciones (ENACOM) creado mediante el decreto número 267/2015.
El instituto cuenta con dos estudios de radio FM y uno AM, un estudio de televisión profesional y uno de soporte y prácticas, islas de edición no lineales, estudio de doblaje y laboratorio de computación.

## Ley de Servicios de Comunicación Audiovisual
La Ley n.° 26522 de Servicios de Comunicación Audiovisual en su artículo n.° 154 dispone que el ISER estará «destinado a la realización y promoción de estudios, investigaciones, formación y capacitación de recursos humanos relacionados con los servicios de comunicación audiovisual, por sí o mediante la celebración de convenios con terceros».
El artículo n.° 155 de la Ley n.° 26522 y el régimen para el otorgamiento de la habilitación profesional de operadores de estudios de servicios de comunicación audiovisual regulados por esta ley -(Resolución n.º 502/2013 de la Afsca), determinan que el título habilitante para trabajar como locutor, operador o técnico de los servicios de comunicación audiovisual, deberá ser expedido por el ISER o las instituciones de nivel universitario o terciario autorizadas por el Ministerio de Educación, que tengan convenios de adscripción con la Afsca y estén supervisadas por el ISER.

## Carreras terciarias
Las carreras son de nivel terciario y tienen una duración de tres años. Al ser una institución pública no se cobran aranceles. 
- Locución integral.
- Producción y dirección para radio y televisión.
- Guionista de radio y televisión.
- Operador técnico de estudio de radio.
- Operador técnico de estudio de TV.
- Operador Técnico Nacional de planta transmisora de Radio y Televisión.

El carné del ISER-ENACOM habilita para trabajar en radio y televisión de manera oficial y profesional a los egresados de las carreras:
- Locución integral.
- Especialización en Actuación de Voz y Doblaje.
- Operador técnico de estudio de radio.
- Operador Técnico Nacional de planta transmisora de Radio y Televisión.

## Instituciones adscriptas
El ISER establece convenios de articulación con otras instituciones, universidades y centros de enseñanza terciaria para que en sus establecimientos ofrezcan las carreras que dicta el instituto con similares programas de estudios. Al 2013 existen veintisiete centros de estudios adscriptos en las ciudades de Buenos Aires, Mar del Plata, La Plata, Trelew, Córdoba, Concepción del Uruguay, Paraná, Formosa, San Salvador de Jujuy, La Rioja, Mendoza, Guaymallén, San Rafael, Posadas, Salta, San Miguel de Tucumán, Rosario, San Luis, Ciudad de Santa Fe y San Juan.

## Radio ISER
En abril de 2007 el ISER inauguró la emisora de radio FM 95.5, pensada como espacio educativo no comercial, principalmente para que los estudiantes del instituto puedan aplicar prácticamente los conocimientos adquiridos. La programación es realizada por los alumnos respaldados por los docentes. También se consideran proyectos independientes de alumnos y exalumnos.
Desde el año 2024, la emisora realiza transmisiones a través de su canal de Twitch, en el marco de la modernización de la institución e incorporación de nuevas herramientas para el alumnado.